# Formylium
Cet article court présente un sujet plus développé dans : formyle.
Le cation formylium, de formule chimique HCO+, dérive du radical formyle HCO•. Ces deux espèces chimiques ont été observées dans le milieu interstellaire.